# Малиновий дзвін
Малиновий дзвін (малиновий передзвін) — м'який за тембром дзвін (дзвонів, іноді також дзвіночків, шпор). Словосполучення «малиновий дзвін» ніякого відношення до відповідних ягід і кольору не має. Походить від назви міста Мехелен, розташованого тепер у Фламандському регіоні Бельгії, який французькою називається Malines (Малі́н), де в Середньовіччі розробили  вдалий сплав для лиття дзвінів. 
З часу появи таких дзвонів на території Східної Європи в 19 столітті «малиновим» стали називати красивий дзвін з мелодійними переливами. Переконливих доказів існування цього словосполучення до 19 століття знайдено поки що не було. Існують і інші версії походження вислову, але вони не сприймаються серйозно дослідниками. Наприклад, інколи можна зустріти твердження про те, що вислів «малиновий дзвін» походить від «малинового» неба під-час ранішньої і вечірньої молитви.
Класичний малиновий дзвін добре чути на дальній відстані, він приємний для слуху. Традиційно малиновим дзвоном церква запрошувала на церковну молитву. Згодом після появи словосполучення «малиновий дзвін» воно перестало бути вузькоцерковним, а стало використовуватися і в позацерковному житті, наприклад, щодо святкового шкільного дзвінка.

## Історія
Вже до XVII століття Мехелен став європейським центром церковного лиття і дзвонарської музики, яким і залишається до сих пір.  Зараз в цьому місті знаходиться Бельгійська королівська школа карильйона, де навчаються музиканти з Європи, Азії та Америки. 

## Культурний вплив
У 1987 році з'явилася пісня «Малиновый звон» у виконанні Миколи Гнатюка.

## Цікаві факти
Словосполучення «малиновий дзвін» є розповсюдженою в Україні назвою сортів насіння: зокрема є популярний сорт помідорів (томатів). А також цю назву носить сорт винограду, а також існує цілий ряд сортів квітів різних видів що носять цю назву.